# Santa Mare
Santa Mare is een Roemeense gemeente in het district Botoșani.
Santa Mare telt 3104 inwoners.